# (33383) Edupuganti
(33383) Edupuganti est un astéroïde de la ceinture principale.

## Description
(33383) Edupuganti est un astéroïde de la ceinture principale. Il fut découvert le 10 février 1999 à Socorro (Nouveau-Mexique) par le projet LINEAR. Il présente une orbite caractérisée par un demi-grand axe de 2,37 ua, une excentricité de 0,08 et une inclinaison de 6,4° par rapport à l'écliptique.